# Changtse
Changtse är ett berg i Kina. Det ligger i den autonoma regionen Tibet, i den sydvästra delen av landet.
Toppen på Changtse ligger 7 543 meter över havet.